# Лорен Фатович
Лорен Фатович (16 листопада 1996) — хорватський ватерполіст.
Чемпіон світу з водних видів спорту 2017 року, призер 2019 року.